# One Step Closer (bài hát của Linkin Park)
"One Step Closer" là đĩa đơn đầu tay của ban nhạc rock người Mỹ Linkin Park. Nó được phát hành làm đĩa đơn đầu tiên và bài hát thứ hai trong album đầu tay của họ, Hybrid Theory. Bài hát đã được góp mặt trong các trò chơi điện tử âm nhạc năm 2008 là Rock Band 2 và Guitar Hero On Tour: Decades, cũng như làm nhạc nền cho bộ phim Dracula 2000 năm 2000 ở phần danh đề cuối phim.
Một phiên bản phối lại của bài hát mang tên "1Stp Klosr" đã xuất hiện trong album remix của Linkin Park, Reanimation. Bản phối lại có sự tham gia của Jonathan Davis, ca sĩ chính của ban nhạc nu metal người Mỹ Korn.
Bài hát này đã được mashup với một bài hát khác của ban nhạc lấy từ album Hybrid Theory, "Points of Authority", cũng như được hợp tác với bài hát 99 Problems (lấy từ "The Black Album" của Jay-Z) trong đĩa EP Collision Course.

## Video âm nhạc

Chester trong video nhạc

Joe Hahn của Linkin Park và đạo diễn Gregory Dark đã nghĩ ra ý tưởng cho video. Phiên bản gốc của video được cho là cảnh quay trực tiếp của ban nhạc với người hâm mộ (tương tự như video âm nhạc của họ cho "Faint").
Video được ghi hình ở Los Angeles dưới lòng đất 63 feet (19,20 mét) trong một đường xe điện ngầm bỏ hoang của LA, nằm kế sát một bệnh viện bỏ hoang.
"One Step Closer" là video ca nhạc duy nhất của Linkin Park được quay bằng camera SD, có thể xem ở chất lượng 480p và chỉ có ở Mỹ trên kênh YouTube của Warner Bros. Records.
Tính đến tháng 11 năm 2020, bài hát đã có hơn 113 triệu lượt xem trên YouTube.

## Nhân sự
Linkin Park
- Chester Bennington - giọng ca chính
- Mike Shinoda - đàn organ, hát, sampler
- Brad Delson - guitar
- Joe Hahn - bàn xoay, sample, lập trình
- Rob Bourdon - trống

Nhân sự bổ sung
- Scott Koziol - guitar bass

## Danh sách bài hát
| Đĩa đơn Maxi (Châu Âu) | Đĩa đơn Maxi (Châu Âu)    | Đĩa đơn Maxi (Châu Âu)       | Đĩa đơn Maxi (Châu Âu) |
| STT                    | Nhan đề                   | Sáng tác                     | Thời lượng             |
| ---------------------- | ------------------------- | ---------------------------- | ---------------------- |
| 1.                     | "One Step Closer"         | Linkin Park                  | 2:39                   |
| 2.                     | "My December"             | Mike Shinoda                 | 4:21                   |
| 3.                     | "High Voltage"            | Shinoda Joe Hahn Brad Delson | 3:45                   |
| 4.                     | "One Step Closer" (Video) | Linkin Park                  | 2:55                   |

| Quảng bá ở Mỹ | Quảng bá ở Mỹ                       | Quảng bá ở Mỹ | Quảng bá ở Mỹ |
| STT           | Nhan đề                             | Sáng tác      | Thời lượng    |
| ------------- | ----------------------------------- | ------------- | ------------- |
| 1.            | "One Step Closer" (Phiên bản Album) | Linkin Park   | 2:36          |
| 2.            | "One Step Closer" (Rock Mix)        | Linkin Park   | 2:36          |

| đĩa than 10" | đĩa than 10"      | đĩa than 10" | đĩa than 10" |
| STT          | Nhan đề           | Sáng tác     | Thời lượng   |
| ------------ | ----------------- | ------------ | ------------ |
| 1.           | "One Step Closer" | Linkin Park  | 2:39         |
| 2.           | "My December"     | Shinoda      | 4:21         |

## Xếp hạng

### Xếp hạng hàng tuần
| Bảng xếp hạng (2000–01)              | Vị trí cao nhất |
| ------------------------------------ | --------------- |
| Úc (ARIA)                            | 4               |
| Áo (Ö3 Austria Top 40)               | 38              |
| Đức (GfK)                            | 32              |
| Ý (FIMI)                             | 46              |
| Hà Lan (Single Top 100)              | 57              |
| Poland (LP3)                         | 16              |
| Scotland (OCC)                       | 23              |
| Thụy Điển (Sverigetopplistan)        | 46              |
| Thụy Sĩ (Schweizer Hitparade)        | 42              |
| Anh Quốc (OCC)                       | 24              |
| Anh Quốc Rock and Metal (OCC)        | 3               |
| Hoa Kỳ Billboard Hot 100             | 75              |
| Hoa Kỳ Alternative Songs (Billboard) | 5               |
| Hoa Kỳ Mainstream Rock (Billboard)   | 4               |

| Bảng xếp hạng (2017)                   | Vị trí cao nhất |
| -------------------------------------- | --------------- |
| Cộng hòa Séc (Singles Digitál Top 100) | 75              |
| Bồ Đào Nha (AFP)                       | 77              |
| Hoa Kỳ Hot Rock Songs (Billboard)      | 14              |

### Bảng xếp hạng cuối năm
| Bảng xếp hạng (2019) | Vị trí |
| -------------------- | ------ |
| Bồ Đào Nha (AFP)     | 1299   |

## Chứng nhận
| Quốc gia                                                                                              | Chứng nhận | Số đơn vị/doanh số chứng nhận |
| --- | ---------- | ----------------------------- |
| Úc (ARIA)                                                                                             | Gold       | 35.000^                       |
| Anh Quốc (BPI)                                                                                        | Silver     | 200.000‡                      |
| Hoa Kỳ (RIAA)                                                                                         | Platinum   | 1.000.000‡                    |
| ^ Chứng nhận dựa theo doanh số nhập hàng. ‡ Chứng nhận dựa theo doanh số tiêu thụ và phát trực tuyến. |            |                               |